# Доходный дом лютеранской церкви Святой Анны
Доходный дом лютеранской церкви Святой Анны — памятник архитектуры. Расположен в Центральном районе Санкт-Петербурга, современный адрес дома — Фурштатская улица, 9 (Кирочная улица, 8 литера А). В здании на 2024 год расположено Генеральное консульство Испании в Санкт-Петербурге.
Пятиэтажное здание построено по совместному проекту Алексея Бубыря и Льва Ильина (бывших однокурсников в Институте гражданских инженеров и сослуживцев в Канцелярии учреждений императрицы Марии). Предположительно автором фасада является в первую очередь Ильин, а планировки — Бубырь. В 1903 году они получили за проект первую премию соответствующего конкурса (на который было представлено двадцать проектов; вторую премию получили Б. Я. Боткин, И. А. Герман и В. И. Романов, третью — Ф. Ф. фон Постельс и И. А. Претро, 600, 350 и 250 рублей соответственно)), жюри отметило, что здание «послужит украшением всей улицы». Строительство шло в 1903—1904 годах.
Здание выполнено в стиле французского классицизма с минимальным использованием элементов модерна, что объяснялось требованиями конкурса, в частности, близостью к церкви. Также конкурс обязывал сочетать кирпичную облицовку и детали из цементной штукатурки. Оба фасада дома равноценны, использована рустовка, филёнки и лепные гирлянды, эркеры в 2-3 этажа; боковые грани двухэтажных эркеров вогнуты, балконы здания скруглены, поверху сделаны небольшие лучковые фронтоны. Со стороны двора здание не оштукатурено, но восточный флигель покрыт фактурной штукатуркой.
Доходный дом был построен в том числе с целью сбора средств на строительство нового здания элементарных школ.